# ピーター・ブラーム
ピーター・J・ブラーム（Peter J. Braam、1962年 - ）は、オランダ系アメリカ人のコンピュータ科学者、数学者、起業家であり、大規模コンピューティングシステムへの貢献で知られている。これまでにユタ大学、オックスフォード大学、カーネギーメロン大学で学術職を務めてきた。ブラームは、高性能計算（HPC）環境で使用される並列ファイルシステム「Lustre」を開発したことで知られている。

## 出自と学歴
ブラームはオランダのユトレヒトで生まれた。1984年にユトレヒト大学で学士課程を修了している。
彼はオックスフォード大学にてサー・マイケル・アティヤの指導のもと博士研究を行い、1987年に「磁気モノポールと双曲的三次元多様体（Magnetic Monopoles and Hyperbolic Three-manifolds）」という論文でDPhil（博士号）を取得した。

## 大学・研究機関での経歴
博士号取得後、ブラームはオックスフォード大学マートン・カレッジのジュニア・リサーチ・フェローに就任し、オランダ科学財団（Netherlands Science Foundation）のC&Cハイゲンス・フェローにも選ばれた。
2013年から2018年にかけて、ブラームはケンブリッジ大学と共同でスクエア・キロメートル・アレイ電波望遠鏡プロジェクトに取り組み、データ集約型計算に関する課題に焦点を当てた。また、Horizon 2020の設立委員会に関わるパートナーへのコンサルタントを務めたほか、European Processor Initiativeにも関与している。
オックスフォード大学では、2019年から物理学部の客員教授を務めており、2025年からは数学の客員研究フェローにも就任している。また、2022年からは早稲田大学のコンピュータサイエンス分野で客員教授を務めている。

## 慈善活動
ブラームは、オックスフォード大学マートン・カレッジにおいて、「ピーター・J・ブラーム・ジュニア・リサーチ・フェローシップ」と「人間の福祉に関する大学院奨学金」を設立した。これらの取り組みは、若手研究者の支援と、人間の福祉向上を目指す研究への貢献を目的としている。

## 主な出版物
- Braam, P. J.; Donaldson, S. K. (1995). “Floer's work on instanton homology, knots and surgery” (英語). The Floer Memorial Volume. Birkhäuser Basel. pp. 195–256. doi:10.1007/978-3-0348-9217-9_10. ISBN 978-3-0348-9948-2
- Braam, P.J.; Duistermaat, J.J. (December 1993). “Normal forms of real symmetric systems with multiplicity”. Indagationes Mathematicae 4 (4):  407–421. doi:10.1016/0019-3577(93)90011-M.
- Braam, Peter J.; Maciocia, Antony; Todorov, Andrey (December 1992). “Instanton moduli as a novel map from tori to K3-surfaces”. Inventiones Mathematicae 108 (1):  419–451. Bibcode: 1992InMat.108..419B. doi:10.1007/BF02100613.

## 受賞歴と表彰
- 1999 Best Paper, Systems, O'Reilly Open Source Convention, (InterMezzo)